# Proteina N-acetilglucosaminiltransferasi
La proteina N-acetilglucosaminiltransferasi è un enzima appartenente alla classe delle transferasi, che catalizza la seguente reazione:
UDP-N-acetil-D-glucosammina + proteina ⇄ UDP + 4-N-(N-acetil-D-glucosamminil)-proteina
L'accettore è il residuo di asparagina in una sequenza del tipo Asn-Xaa-Thr o Asn-Xaa-Ser.